# Nhà Mihran
Nhà Mihrān hay Mehrān là một gia đình quý tộc Iran (šahrdārān), là một bảy đại gia tộc của Đế quốc Sassanid Ba Tư và tự nhận là hậu duệ của nhà Arsaces trước đó. Một nhánh của gia tộc thành lập dòng Mihranid, làm vua ở Albania Kavkaz và Nhà Chosro ở Kartli.

## Lịch sử
Được đề cập lần đầu trong một bản khắc bằng ba ngôn ngữ Ka'ba-i Zartosht liên quan đến các hoạt động quân sự, chính trị và tôn giáo của Shapur I, hoàng đế Iran thứ 2 từ nhà Sassanid và có niên đại từ giữa thế kỷ thứ 3. Gia tộc này mang tước hiệu "bá tước" của Ray trong suốt thời kỳ Sassanid. Nhiều thành viên trong gia tộc làm tướng trong những cuộc chiến tranh La Mã-Ba Tư và được đề cập một cách đơn giản là Mihran hay Μιρράνης, mirranēs trong các tài liệu Hy Lạp. Sử gia Hy Lạp Procopius, trong tác phẩm Lịch sử những cuộc chiến còn cho rằng Mihran là một danh hiệu tương đương chức tướng quân.
Những danh tướng xuất thần từ gia tộc Mihran bao gồm: Perozes, tổng tư lệnh quân đội Ba Tư trong Chiến tranh Anastasius và trong Trận Dara, Golon Mihran, người đánh Đông La Mã ở Armenia trong năm 572–573, và Bahram Chobin, người tạo phản vua Khosrau II và chiếm đoạt ngôi vị hoàng đế trong một khoảng thời gian ngắn trong năm 590-591.